# Saint-Félix (Haute-Savoie)
Pour les articles homonymes, voir Saint-Félix.
 (septembre 2020).
Saint-Félix est une commune française située dans le département de la Haute-Savoie, en région Auvergne-Rhône-Alpes. Elle fait partie du pays de l'Albanais et du canton d'Alby-sur-Chéran.
Ses habitants sont les Saint-Félixiens et les Saint-Félixiennes. En patois, ils sont surnommés « lô rognar » (les querelleurs).

## Géographie

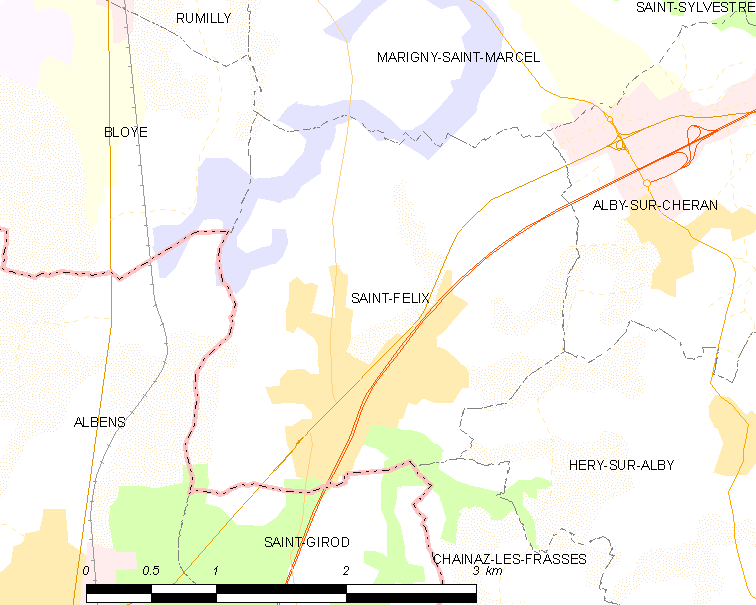
Saint-Félix et les communes voisines.

### Situation
La commune de Saint-Félix est la dernière commune à l'extrême sud-ouest du département de la Haute-Savoie, en limite du département voisin de la Savoie. Elle est située à 45° 48' 24" de latitude nord et à 3° 38' 7" de longitude est.
Le chef-lieu se situe à 406 m d'altitude. Le point culminant de la commune, le sommet de Malagny, se trouve à 485 mètres. Il est situé à 3 km d'Albens, à 5 km d'Alby, à 19 km d'Annecy et à 29 km de Chambéry, l'ancienne capitale du duché de Savoie.

### Formation géologique
« Le sous-sol est entièrement d'origine sédimentaire. Il est formé par une couche de molasse (grès tendre) déposée dans un ancien bassin lacustre. Cette molasse qui effleure le sol vers la Gayère et dans la partie nord du chef-lieu, où existent des carrières pour la construction, est presque partout recouverte par un énorme manteau de dépôts glaciaires calcaires et surtout argileux.
Le sol était autrefois recouvert de blocs de rochers quelquefois énormes, appelés blocs erratiques et amenés par les glaciers. Ils étaient formés de roches diverses, surtout de granits. Le pays ne possédant pas de carrières de pierres, ces blocs ont été employés à la construction des maisons. Cela est notamment visible au niveau des murs décrépits. On en trouve encore dans le sol lorsqu'on pratique de profonds défoncements. Il en existe également à la surface dans les pentes des ravins.
Le sol est argilo-silico-calcaire, particulièrement dans le coteau et dans les mamelons. Il renferme de la chaux et se trouve riche en potasse. Dans la partie inférieure de la commune, formée presque entièrement de dépôts limoneux et d'alluvions amenés par les torrents, le sol est humifère et presque complètement dépourvu de chaux. »

#### Climat
Joseph Girod (1907) décrit ainsi le climat de la commune :
« Saint-Félix jouit d'un climat relativement doux. Il y tombe peu de neige et elle n'y reste pas longtemps. La température moyenne est de 11 degré; il tombe pendant l'année 85 cm d'eau. Il a été observé que les orages de grêle , qui viennent généralement du Bourget, suivent presque toujours les collines à gauche ou à droite, et évitent très souvent Saint- Félix, qui sans être absolument à l'abri du fléau, reçoit bien moins souvent de grêle que quelques localités des environs.
Les brouillards sont très fréquents dans la vallée de la Deysse, de Rumilly à Grésy- sur- Aix; mais ils s'élèvent rarement au- dessus des premières maisons du bas de la commune. Toutes ces conditions font de Saint- Félix une localité très saine et presque toujours à l'abri des épidémies qui éprouvent parfois assez durement les communes voisines. »

## Urbanisme

### Typologie
Au 1er janvier 2024, Saint-Félix est catégorisée bourg rural, selon la nouvelle grille communale de densité à sept niveaux définie par l'Insee en 2022.
Elle appartient à l'unité urbaine de Saint-Félix, une agglomération intra-départementale regroupant deux  communes, dont elle est une commune de la banlieue,,. Par ailleurs la commune fait partie de l'aire d'attraction d'Annecy, dont elle est une commune de la couronne,. Cette aire, qui regroupe 79 communes, est catégorisée dans les aires de 200 000 à moins de 700 000 habitants,.

### Occupation des sols
L'occupation des sols de la commune, telle qu'elle ressort de la base de données européenne d’occupation biophysique des sols Corine Land Cover (CLC), est marquée par l'importance des territoires agricoles (73,1 % en 2018), en diminution par rapport à 1990 (76,4 %). La répartition détaillée en 2018 est la suivante : 
zones agricoles hétérogènes (73,1 %), zones urbanisées (19,7 %), zones humides intérieures (4,5 %), forêts (2,7 %), zones industrielles ou commerciales et réseaux de communication (0,1 %).
L'IGN met par ailleurs à disposition un outil en ligne permettant de comparer l’évolution dans le temps de l’occupation des sols de la commune (ou de territoires à des échelles différentes). Plusieurs époques sont accessibles sous forme de cartes ou photos aériennes : la carte de Cassini (XVIIIe siècle), la carte d'état-major (1820-1866) et la période actuelle (1950 à aujourd'hui).

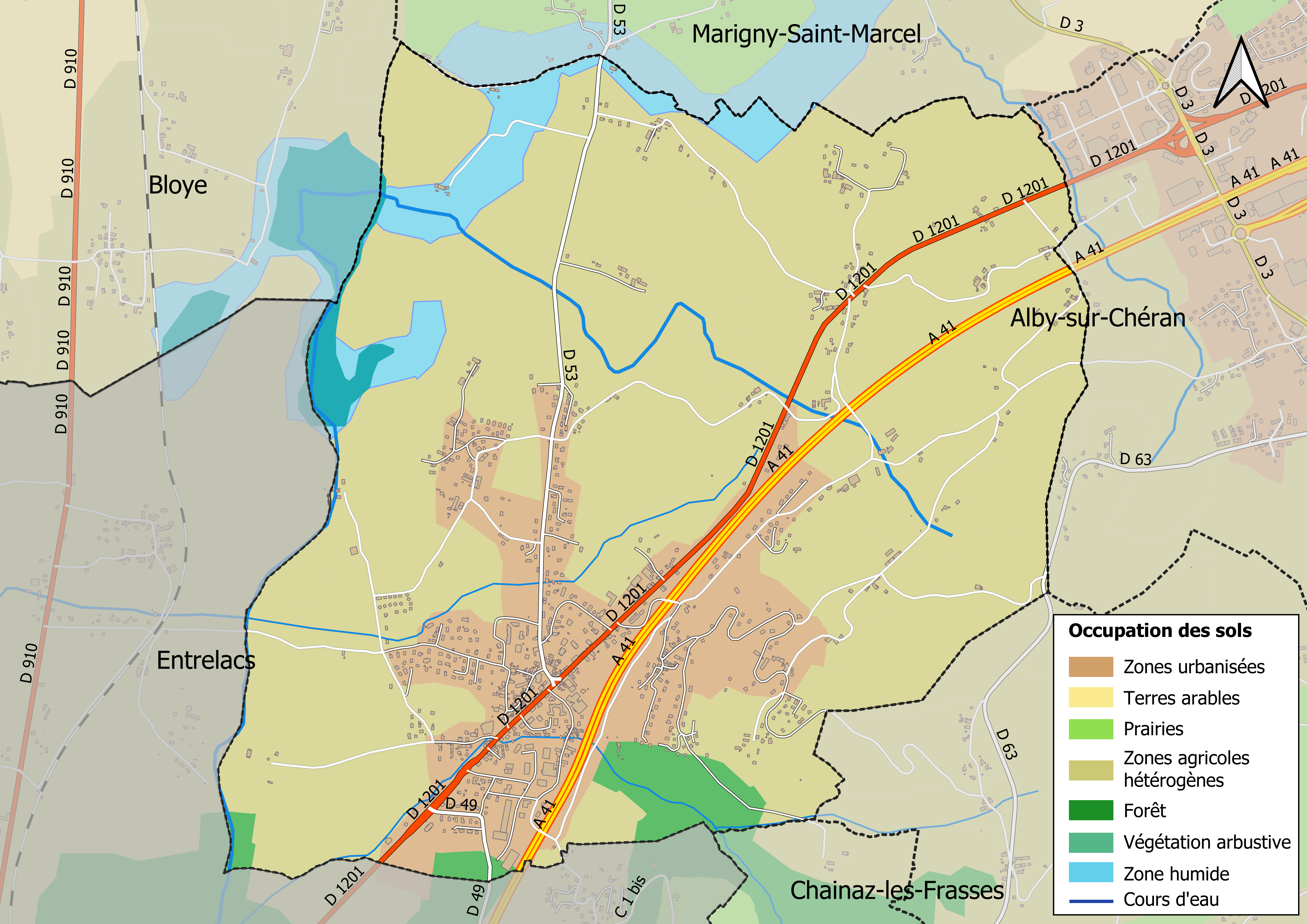
Carte des infrastructures et de l'occupation des sols en 2018 (CLC) de la commune.
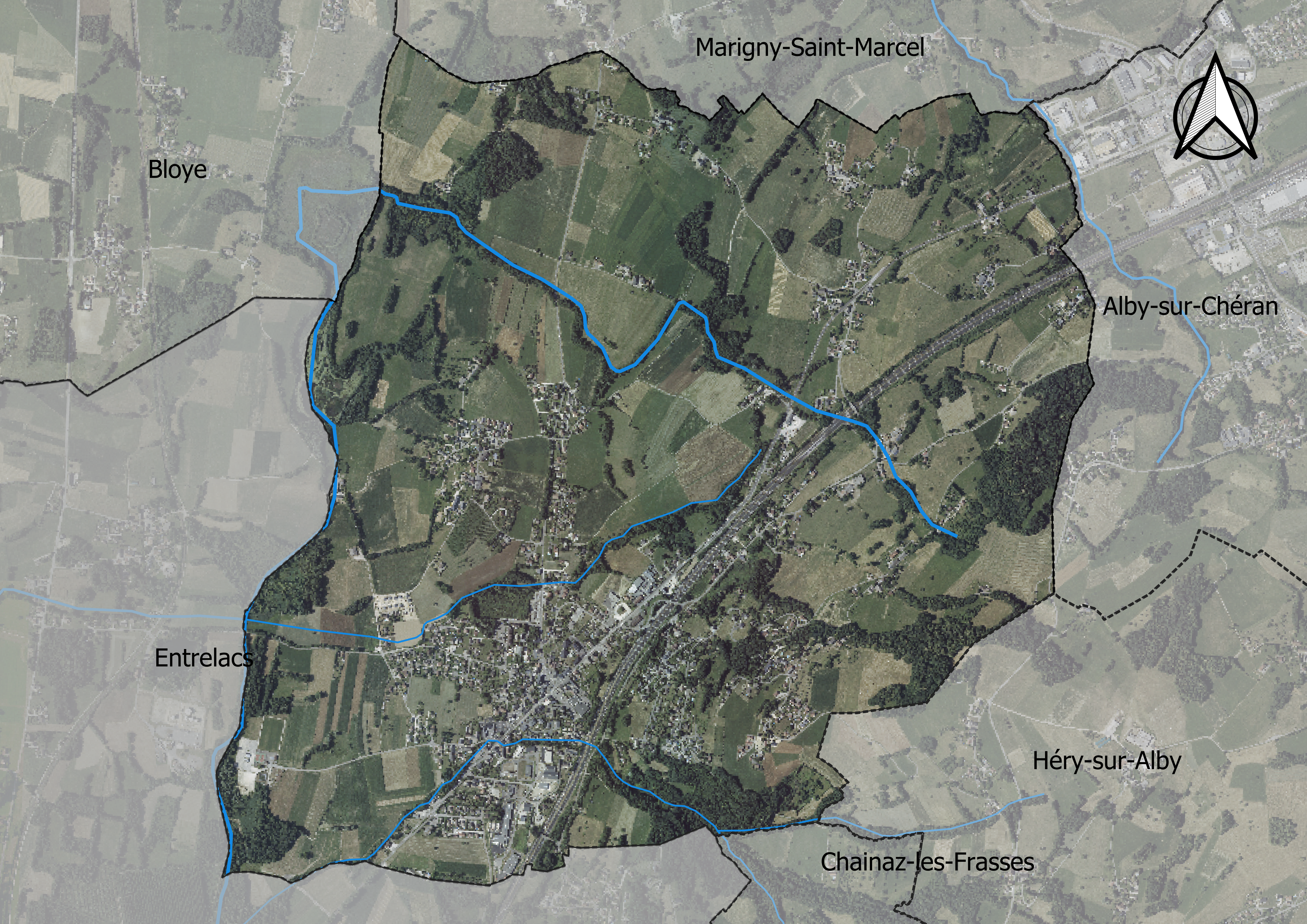
Carte orthophotogrammétrique de la commune.

## Toponymie
Le toponyme de Saint-Félix fait référence au saint patron de la paroisse, mais sans pouvoir l'associer à l'un des nombreux saints portant ce prénom.
En francoprovençal, le nom de la commune s'écrit San-Fli (graphie de Conflans) ou Sant-Felix (ORB).

## Histoire

### Période préhistorique
« Les travaux des géologues nous ont appris qu'à la fin des grands bouleversements qui soulevèrent la chaîne des Alpes, une période de forts refroidissements survint qui amena la période glaciaire. Les glaciers des Alpes couvrirent tout le pays environnant et s'étendirent même jusqu'au-delà de Lyon.
Les blocs erratiques de granit qu'on trouve encore dans quelques endroits de la commune attestent que le sol occupé par Saint-Félix a été autrefois couvert de glaciers qui ont amené de très loin ces blocs de rochers ; ce sol étant formé avec les boues glaciaires et le sol arable des champs.
À mesure que les glaciers se retirèrent sous l'influence d'une température plus douce, la végétation se développa dans les terrains boueux abandonnés par la glace. Les premiers habitants survinrent et s'établirent dans les grottes de rochers. Ils vivaient du produit de la pêche ou de la chasse au renne; ils se servaient de pierres dures taillées pour façonner leurs outils ou leurs armes avec des silex ou des bois de renne. C'était l'âge de la pierre taillée.
Ces habitants à crâne allongé (dolichocéphales) se retirèrent vers le nord à la suite du renne et abandonnèrent le pays.
D'autres hommes à crâne rond (brachicéphales) viennent ensuite. Ils fabriquent aussi des outils en silex, couteaux, scies, flèches barbelées, mais ils savent, en outre faire des haches avec des galets de pierre dures qu'ils polissent et emmanchent au bout de bâtons. Ils se servent de ces haches pour abattre des arbres avec lesquelles ils construisent leurs cabanes. Ces hommes de l'âge de la pierre polie savaient déjà façonner des poteries grossières; ils étaient pasteurs et agriculteurs et amenèrent avec eux quelques animaux domestiques, le chien, la chèvre, le mouton, le bœuf. Ils avaient le culte des morts en l'honneur desquels ils édifièrent les monuments mégalithiques, dolmens, menhirs, qu'on rencontre en certains points de la Savoie. On n'en trouve pas trace à Saint-Félix. »

### Âge du bronze
« Longtemps après l'âge de la pierre, d'autres hommes à tête ronde viennent construire leurs habitations sur pilotis sur les bords des lacs, puis, peu à peu, se répandent dans les vallées, où l'on a retrouvé de nombreux objets en bronze laissés par eux. Ils se servaient d'outils et d'armes en bronze (alliage de cuivre et d'étain); ils savaient faire une poterie plus fine que celle de l'âge de la pierre.
Ces peuplades de l'âge du bronze étaient aussi agriculteurs et pasteurs. Ils récoltaient le blé, l'orge, les pois, le lin, les glands du chêne et élevaient le chien, le porc, le mouton, le bœuf, le cheval. »

### Âge du fer
L'Histoire la plus ancienne est primordiale pour comprendre le présent.
Vers le cinquième ou le quatrième siècle avant notre ère, un autre type d'homme à tête allongée, venu d'Asie par la vallée du Danube s'empare du pays. C'est l'âge du fer qui commence. Ces hommes sont forts et munis d'armes puissantes en fer. Ce sont les Celtes et les Galates ou Gaulois ; dont les Allobroges forment un rameau.
De nombreux objets rappelant ces époques lointaines, silex taillés, haches polies, poteries grossières, objets en bronze, ont été découverts dans les environs, à Rumilly, Marcellaz, Gruffy. Aucun objet n'a été retrouvé dans la commune, mais tout porte à croire que son territoire a été habité par les hommes de ces âges reculés.

### Période antique
Les Allobroges occupent la région comprise entre les Alpes, le Léman, le Rhône et l'Isère. Ils ont laissé de nombreuses traces de leur occupation. On leur attribue les armes, bracelets, ceintures en bronze qui ont été découverts dans un tumulus celte à Gruffy.
La vallée albanaise à laquelle appartient Saint-Félix est occupée par les troupes romaines. La tour ronde située sur la crête de la montagne de Cessens est traditionnellement associée à cette occupation romaine et porte le nom de « Tour de César ». Elle a été découronnée par la foudre le 9 mai 1862, dont il ne reste que des ruines. D'après le voyageur Richard, ce serait au pied de cette tour que Rousseau aurait écrit sur le lever du soleil.
La Gaule après la conquête de Jules César pris le nom de Gaule Transalpine. L'Allobrogie relève partie de la province de Vienne. De riches familles patriciennes s'installent dans la fertile vallée de l'Albanais avec l'aménagement de villas couvertes en tuiles, de temples aux colonnes de marbre, où sillonnent des chars des patriciens qui se rendent aux jeux de Boutae (Annecy), aux bains d'Aquae (Aix). Des vestiges romains ont été retrouvés dans la région, des restes de routes pavées, des ponts en pierre, des monuments, des débris, des inscriptions à Saint-Félix, ou dans les environs.
En 1868, M. Dijoud, curé de Saint-Félix, a découvert dans les murs d'une maison en démolition devant l'église, quatre fragments d'une pierre de calcaire blanc devenu rose par la calcination, sur lesquels on distinguait en lettres d'un bon style et de cinq centimètres de hauteur : « MERCA ( mérator) LMVS. libens mérito vitum solvit. », dédié à Mercure Auguste.
Une voie romaine secondaire venant de Marigny et allant à Aix traverse Saint-Félix et rejoindre à Grésy la voie reliant Annecy à Viuz, Gruffy, Cusy et Saint-Ours où se trouvait un camp romain.
Près d'Albens, un hameau de ville, à 2 kilomètres de Saint-Félix, les traces d'un camp romain. Des fouilles ont amené la découverte[Quand ?] de diverses armes, de tombeaux renfermant des squelettes, des restes d'ustensiles domestiques, des moulins à bras creusés dans une pierre très dure étrangère au pays, que l'on présume être de la lave du Vésuve. Ce camp figure un quadrilatère  parfait de deux hectares environ. De larges fossés  creusés à l'entour  avaient fourni la terre qui en forme l'intérieur, élevé de plusieurs mètres au dessus des terrains environnants. Outre les fossés, il était entouré d'une muraille dont il reste encore d'importantes parties.
L'historien Jean-Louis Grillet nous apprend du reste que, du temps des Romains, Albens, qui dispute à Alby l'honneur d'avoir été la capitale de l'Albanais, était un bourg considérable dans le territoire duquel on a trouvé beaucoup d' antiquités, des médailles des empereurs Claude, Antonin, Gallien, Aurélien, des bases de fûts, des couronnes de marbre blanc, des tuyaux de plomb, reste d'un aqueduc amenant une source d'eau thermale prise au village de Saint- Marcel. On y a trouvé aussi des inscriptions dans lesquelles Albens est nommé Vicus Albinensis et ses habitants Vicini Albinenses.
Sous l'influence de la civilisation romaine, le pays s'enrichit. La langue celtique disparut et fut remplacée par le latin populaire que parlaient les marchands et les soldats. C'est là qu'est venu notre patois.

### Haut Moyen Âge
Vers la fin de l'occupation romaine, le pays des Allobroges, qui commençait à s'appeler Sapaudie (« pays des sapins »), d'où sont venues Sabaudia, Savogia, puis Savoie, subit, comme le reste de la Gaule, l'invasion des barbares. Les Burgondes, peuple germanique de mœurs douces, s'établirent dans la vallée de la Saône et du Rhône, où ils se mélèrent aux Gallo- Romains . En 443, ils formèrent un royaume dont la Savoie faisait partie et qui avait Genève pour Capitale. On a retrouvé en Savoie de nombreux cimetières des Burgondes, qui ensevelissaient leurs morts dans des tombes faites de pierres et de molasses plates. C'est sous le règne du roi Gondebaud que fut rédigée la loi  Gombette, publiée en 517, code équitable destiné à régler les droits des Burgondes avec les Gallo- Romains. Les Burgondes étaient chrétiens de la secte arienne qui enseignait d'après Arius, que le fils, seconde personne de la Trinité, n'était pas Dieu, puisqu'il n'était pas éternel, ayant été engendré par le Père.
En 534, le royaume burgonde est détruit par les successeurs de Clovis, et le territoire de Saint-Félix, comme le reste de la Savoie appartient aux rois francs, puis à l'empire de Charlemagne. Au partage de cet empire (en 843) entre les trois fils de Louis le Pieux, la Savoie passe à Lothaire, au sein de la Francie médiane. Il existe aux archives de Parme, en Italie, un diplôme de l'empereur Lothaire II, daté de 866, par lequel il donne à sa femme Teutberge plusieurs domaines en Savoie, notamment Alby, Héry, Seynod, Balmont, Talloires, Doussard et Marlens.
En 888, Rodolphe, gouverneur de la Bourgogne, lors d'un synode se déroulant à Saint-Maurice en Valais, se fait sacrer roi. Il s'empare ainsi du Dauphiné, de la Savoie et d'une partie de la Suisse. Il s'agit du deuxième royaume de Bourgogne qui dura jusqu'à 1032. C'est sous le règne de Rodolphe II (912- 937), fils du précédent que vit la reine Berthe, que les contes populaires représentent filant à cheval en voyageant à travers ses États.
Le pays est troublé par l'invasion de groupes de Sarrasins. Au XIXe siècle, le peuple des campagnes appelle « farrajhins » (Sarrasins) les bohémiens qui voyagent par troupe et rançonnent les habitants sur leur chemin. Une croyance populaire locale fait descendre des Sarrasins les habitants actuels des Bauges.
Rodolphe III (993- 1032), fils de Conrad le Pacifique (937- 993), meurt sans enfant, après avoir cédé ses États à l'Empereur du Saint-Empire Conrad II le Salique.

### Période médiévale
Depuis l'époque de la domination franque, la féodalité s'était développée en Savoie, comme dans toute l'Europe, et les empereurs n'ont plus guère qu'une autorité nominale, les évêques, les comtes ou les barons se sont octroyés certains droits ou prérogatives du pouvoir souverain.
Les principaux seigneurs se partageant et se disputant la domination de ce territoire sont : l'évêque de Genève ; le comte de Genève ; le seigneur de Faucigny ainsi que le comte de Savoie. Saint-Félix dépend du diocèse de Genève pour le culte, mais relève du comté de Genève.
Au XIIe siècle, les comtes de Genève s'établissent à Annecy, où ils font construire le château. Plusieurs seigneurs, vassaux du comte de Genève, se partagent le territoire de Saint-Félix. Le territoire de la commune possède les vestiges de cinq châteaux féodaux ou maisons fortes à Blanly, Linière, Malagny, Mercy et La Sauffaz.
En 1401, le comté de Genève, auquel appartient Saint-Félix, passe à la maison de Savoie. Peu de temps après le comte de Savoie, Amédée VIII obtient de l'empereur d'Allemagne, Sigismond, le titre de duc (1416).
Au cours de cette période, les habitants se divisent en quatre classes : les ecclésiastiques, les nobles, les hommes libres et les serfs. À Saint-Félix, les habitants sont des serfs jusqu'à l'édit d'affranchissement de 1771. Ils ne peuvent disposer ni de leurs personnes ni de leurs biens. Il leur est interdit d'émigrer et de se marier sans le consentement du Seigneur. Ils n'ont pas le droit de tester, et s'ils meurent sans enfants mâles, le seigneur hérite de leurs biens. Ils sont de plus, taillables et corvéables à merci, c'est-à-dire à la volonté du seigneur et soumis à tous les droits seigneuriaux : tailles, leydes, laods, péages, gabelles, corvées, banalités, etc. Ils ont, en outre, à payer la dîme au curé paroissial.
Après l'établissement des statuts de Savoie (Statuta Sabaudiae), en 1430, l'ensemble des chefs de famille forment une assemblée de communiers pour délibérer sur les affaires de la communauté. Ces assemblées choisissent un syndic chargé de veiller aux intérêts de la paroisse.

### Période moderne
En 1514, le Genevois devient un apanage d'une branche de la maison de Savoie, les Savoie-Nemours, avec Philippe de Savoie, frère du duc Charles II. Le Genevois revient dans le berceau ducal 1659.
Saint-Félix, comme le reste de la Savoie, est envahi par les armées françaises pendant les guerres opposant le duc Charles-Emmanuel Ier au roi de France, de 1596 à 1598, puis de 1600 à 1601.
Un querelle étant survenue entre le duc et Louis XIII, le roi de France envahit de nouveau la Savoie en 1630. Chambéry fut pris le 14 mai, puis, Louis XIII vint coucher à Albens et fit mettre le siège devant Rumilly, qui tomba à son tour le 22 mai.
L'armée de Louis XIII s'empare ensuite d'Annecy et de la région, et Saint-Félix est occupé par une partie des troupes. La misère se fait sentir pendant les années suivantes.
Vers la fin de cette guerre, la peste décime les armées et fait un grand nombre de victimes au sein de la population. Elle arrive à Saint-Félix par une compagnie de soldats du seigneur Baron de la Frête, qui était logée au hameau de Mercy, et une dizaine de personnes sont emportées dans la paroisse, comme le relève le registre des décès de la paroisse.
Fiefs et seigneurs
Au XVIe siècle et au XVIIe siècle, le château de Blanly et les terres qui en dépendaient appartiennent aux nobles Blanly d'Elbène, la tour de Lignière aux Brunier, La Sauffaz et Mercy aux Morgenex , qui succèdent aux Valence. Malagny appartient aux comtes de Cevin, qui succèdent aux Charansonnex. L'abbaye d'Hautecombe possède le fief sans juridiction à Saint-Félix.
Les principales terres féodales de la commune de Lignière et Malagny, dépendent de la maison forte de Malagny, qui est la possession du comte Maillard de Tournon, marquis d'Alby, baron de Confignon, seigneur de Charansonnex.
En vertu d'une reconnaissance signée par le duc de Savoie, le comte de Tournon jouit du droit de chasse, de pêche, de connaissance et visite des grands chemins ; il perçoit la laide (droit d'étalage) sur les marchandises qui se vendent à la foire de Saint-Félix. Il perçoit, en outre, les langues des animaux que les particuliers abattent pour leur usage.
Le comte de Tournon, qui habite Turin, tire de ses terres de Saint-Félix, en 1756, 2034 livres 5 sols, 5 deniers, distraction faite des 365 livres 14 sols 7 deniers pour les tailles et impositions et possédait en 1730, 493 journaux, 37 toises, équivalant à 145 ha 44, soit un peu plus du cinquième de la surface de la commune. La maison de Malagny avait sa chapelle à l'église.
L'absolutisme
À l'exemple de la monarchie française, la maison de Savoie accroit son pouvoir et entre dans l'absolutisme. Le duc Emmanuel-Philibert convoqua les derniers états généraux en 1560 et leur fit voter de nouveaux impôts pour une durée de six ans ; mais à l'expiration de ce temps, il décida de sa propre autorité que ces impôts continueraient à être perçus. Jusqu'à la Révolution française, le peuple n'eut plus guère part aux affaires de l’État.
Le duc Victor-Amédée II (1675-1730) ayant pris partie contre Louis XIV, le roi de France fit occuper la Savoie du 13 Août 1690 à 1696, pendant la guerre de la Ligue d'Augsbourg, puis de 1703 à 1713, pendant la guerre de succession d'Espagne.
Le 15 août 1690, l'armée française commandée par Saint-Ruth, lieutenant général des armées de Louis XIV vint assiéger Rumilly.
Saint-Félix accueille notamment une partie des troupes occupantes. Le 28 juin 1712, un soldat du régiment du Dauphin, Étienne Mauris, natif de Saint-Flour en Auvergne, se marie dans l'église paroissiale de Saint-Félix avec Josephte Tissot, originaire de Chambéry. Le 27 mai 1712, un capitaine du régiment des Dragons du Dauphin, noble André de Marxoin, chevalier de l'ordre de Saint-Louis, meurt à Saint-Félix et est enseveli dans l'église.
Deux soldats de l'armée française y sont morts, l'un en 1706, chez le seigneur de Morgenex, l'autre en 1709.
Au XVIIIe siècle, Saint-Félix fait partie du Genevois et relève de l'intendance d'Annecy.
Victor-Amédée II entreprend des réformes, notamment l'institution du tabellion chargé de l'enregistrement des actes notariés, créé le collège des provinces et fait dresser le cadastre de 1728 à 1738. Celui de Saint-Félix date de 1730. Son fils, Charles-Emmanuel III, fait passer au secrétaire communal l'autorité que possédait jusque-là le conseil de commune et le syndic. Le secrétaire, qui était un notaire collégié, devient un agent direct de l’État. Il reçoit la correspondance administrative, conserve la mappe et tous les registres. Il entre seul en rapport direct avec l'intendant pour l'approbation des budgets et des comptes. Le secrétaire de Saint-Félix a été, pour une longue période, le notaire Pavy, de Saint-Girod, puis le notaire Rosset, d'Albens.
Charles-Emmanuel III, au cours de la guerre de Succession d'Autriche, apporte son soutien à l'impératrice Marie-Thérèse contre la Prusse, la France et l'Espagne. Une armée espagnole commandée par Don Philippe, l'Infant d'Espagne, s'empare de la Savoie en 1742 et l'occupe jusqu'à la paix d'Aix-la-Chapelle, en 1748. Tout le duché est couvert de troupes accompagné de son lot d'impôts, de réquisitions et toutes sortes d'exactions. Le souvenir de ces violences s'est perpétué et le nom des Espagnols y est resté longtemps exécré.
Une tradition locale rappelle que les populations exaspérées par l'occupation espagnole se sont mises secrètement d'accord et, une nuit, à un signal convenu, les auraient impitoyablement massacrés. Leurs cadavres auraient été enterrés dans un champ des Barbelauds, où l'on a retrouvé des squelettes.
Le 12 février 1747, a lieu dans l'église de Saint-Félix le mariage de Dom Lucas Peigna, garde du corps de S.M.G. avec Nicolarde Icart. Les témoins sont Dom Diego de Luna, officier espagnol, Laurent Vitaxin, soldat et Donat Vergain, d'Alby.
En 1771, Charles-Emmanuel III publie l'édit d'affranchissement en vertu duquel les villes ou paroisses peuvent, à prix d'argent, s'affranchir « de toute taillabilité, laods, censes, servis, plaids, et autres droits féodaux auxquels les personnes habitants, ou les maisons, édifices et biens quelconques de leurs territoires pouvaient être assujettis envers les vassaux et autres personnes de quel état et conditions qu'ils fusssent. » Saint-Félix en bénéficie et rachète les droits féodaux. Le rôle d'imposition pour l'année 1788 porte au chapitre des dépenses une somme de 1000 livres « pour affranchissements ».

### La Révolution française et l'annexion du duché
Lorsque la Révolution française débute dans le royaume de France voisin, les idées passent la frontière du duché et trouve un certain écho auprès de la population, notamment la petite bourgeoisie des villes. La diffusion de ses idées se fait par l'intermédiaire des migrants savoyards, installés notamment à Paris ou à Lyon. Au mois d'août 1790, une insurrection éclate à Rumilly et dans les communes environnantes, et très probablement Saint-Félix.
En 1792, Victor-Amédée lève des troupes et menace d'envahir la Provence. Les troupes françaises menées par le général Montesquiou envahissent le duché dans la nuit du 21 au 22 septembre. Elles sont plutôt accueillies en libératrice par une partie de la population. L'armée sarde, forte de 10 000 hommes, se retire pratiquement sans combattre sur les crêtes des Alpes et abandonne la Savoie.
Les habitants de la Savoie sont appelés à se réunir dans chaque commune, au son des cloches, pour nommer leurs représentants. Les habitants de Saint-Félix choisissent pour député le citoyen Joseph-Marie Baud, originaire d'Alby.
L'Assemblée nationale des Allobroges se réunit à Chambéry, dans la cathédrale, le dimanche 21 octobre. Sur 655 communes de Savoie, 7 ne sont pas représentées, 3 communes demandaient que la Savoie formât une république indépendante ; 77 avaient donné à leurs députés un mandat illimité ; 41 avaient mis des conditions à la réunion à la France, entre autres le maintien de la religion catholique, et 527 s'étaient prononcées pour la réunion sans condition.
Le député de Saint-Félix reçoit mandat de voter la réunion à la France sans aucune condition.
Le 22 octobre, après avoir proclamé la déchéance de la maison de Savoie, l'Assemblée vote la « réunion » de la Savoie à la France, et le 27 novembre la Convention française ratifie ce vote. L'ancien duché devient un département français sous le nom de Mont-Blanc et chaque province devient un district. Saint-Félix relève partie du district d'Annecy.
Un tiers environ du clergé se soumit au serment civique. Le secteur de Saint-Félix, le révérend Coppier ne se soumet pas et quitte la commune. Il ne reprend officiellement possession de la paroisse qu'en 1801, après le Concordat.
Peu avant la Terreur, en 1792, les abbés de Thiollaz, vicaire de Chambéry, et François-Marie Bigex, vicaire d'Annecy, se réfugient à Lausanne, où se trouvait déjà Joseph de Maistre, et organisent la résistance du clergé savoyard. Quelques soulèvement ont lieu en Savoie au cours de l'année 1793, notamment dans la vallée de Thônes (voir Marguerite Frichelet-Avet). Le 18 août, Longeray, maire de Marcellaz, de concert avec quelques ecclésiastiques  royalistes, projette de prendre le bourg de Rumilly. Les conjurés font sonner le tocsin dans les paroisses environnantes, à Montagny, Sales, Vallières, Bloye, Boussy, Saint-Félix ; mais les paysans sont sourds à l'appel. Seule une troupe d'une centaine d'insurgés se présente devant Rumilly, où les gardes nationaux les raillent. La bande, prise de panique, s'enfuit.
Au cours du Consulat (1799-1804), le culte catholique est rétabli. Saint-Félix a été dépourvu de prêtres depuis le 22 pluviôse an II (10 février 1794), « à 6 h du matin » selon le registre de la cure.
La loi du 28 pluviôse an VIII (17 février 1800) réorganise la France et crée les préfets, la commune de Saint-Félix est rattachée au canton de Rumilly, qui comprenait 26 communes.
Sous l'Empire, la Savoie suit la destinée de la France et elle est soumise à la conscription jusqu'à la chute de l'Empereur Napoléon. La Savoie est envahie par les troupes autrichiennes au mois de février 1814, pendant la campagne de France. Un corps d'armée autrichien commandé par le général Bubno, selon André Folliet, traverse la Suisse, occupa Genève et se dirige par Rumilly et Saint-Félix, sur Chambéry et Grenoble. Les Autrichiens font toutes sortes de réquisitions dans les localités qu'ils traversent. Un habitant de la commune, Thomé Joseph, raconte que son grand-père dû conduire des marchandises jusqu'aux Échelles avec sa voiture et son cheval.
Le général Dessaix, de Thonon, organisa à la hâte un corps de volontaires et se mit avec sa petite troupe à la poursuite des Autrichiens. Il les rejoignit vers Chambéry, les contourna et les fit rétrograder. Le 16 Février 1814, les Autrichiens, qui se trouvaient dans la vallée de l'Isère, entre Saint- Pierre et Albertville, se retirèrent à Annecy par les cols d' Ugine, de Tamié et par le col du Frène dans les Bauges. Dans la nuit du 16 au 17 Février, les troupes autrichiennes qui occupaient Montmélian évacuèrent cette ville t prirent la direction de Chambéry où Dessaix leur livra combat  le 19 et le 20. Le 21 février, Dessaix se préparait à les attaquer à Voglans, mais les Autrichiens se replièrent sur Aix.
Il les y poursuivit et, le 23, s'établit à la Biolle et à Albens, d'où il envoya son premier rapport des opérations. Il posta le commandant Escart avec trois cents hommes, à la bifurcation des routes d'Annecy et de Rumilly à Albens. Les Autrichiens, en retraite, s'étaient, à cet endroit, divisés en deux colonnes; l'une, suivant la route de Rumilly, l'autre, celle d' Annecy par Saint- Félix et Alby. Dessaix poursuivit les ennemis sur la route de Rumilly qui, à cette époque, était la plus importante, et lança le général Serrant après la colonne autrichienne qui se dirigeait vers Annecy.
Le 24, Serrant se mit en marche avec trois canons et quatre bataillons, environ 1200 hommes. L'avant garde commandée par le capitaine Ricard, du 8e régiment léger, surprit les Autrichiens entre Saint- Félix et Alby, où un combat eut lieu, près du hameau de Pattu. Nos soldats victorieux poursuivirent leur route et mangèrent à Alby la soupe qui avait été préparée par les Autrichiens. Des combats eurent lieu, encore, entre les bois de Chaux et Saint-Sylvestre, puis Annecy.
De l'autre côté, Dessaix entrait le 24 février à Rumilly et poursuivait les troupes autrichiennes par Clermont, Seyssel et Saint-Julien où il les battit le 1er mars.
Le département du Mont Blanc est délivré.
La population avait accueilli nos soldats en libérateurs, et  partout, on improvisa des ressources, malgré la misère générale. Les Autrichiens avaient, sur leur passage, saisi les fonds publiés, pillé les denrées, et, enlevé les bestiaux.
Mais le Autrichiens s'étant emparés de Lyon, reviennent en force et obligent le général Serrant à battre en retraite vers Annecy, Alby, Saint-Félix  et Chambéry. Pendant cette retraite, un combat eut lieu entre Annecy et Alby, dans lequel quatre cents Autrichiens furent tués.
Le traité de Paris du 30 mai 1814 rend une partie de la Savoie, les deux tiers, au roi sarde Victor-Emmanuel Ier, tandis que le territoire resté français devient un nouveau département du Mont-Blanc, avec les arrondissements de Chambéry, Annecy et Rumilly. Saint-Félix relève de ce dernier. Cette dernière portion retourne aux États de Savoie l'année suivante.
Après la guerre, une partie des troupes ennemies traversèrent encore Saint Félix à leur retour. Il existe aux archives de la commune une délibération du 13 juin 1816, par laquelle le Conseil règle un compte avec le sieur Pierre Cochet, ancien maire, qui avait avancé une somme pour l'achat de deux moutons qu'il avait dû fournir aux lanciers logés dans la commune lorsque les Autrichiens évacuèrent la Savoie."

### La Restauration
Après le désastre de Waterloo, Napoléon fut déporté à Sainte-Hélène et Louis XVIII redevint roi de France.
Pour donner satisfaction au parti royaliste et au clergé savoyards, le traité de Vienne du 20 novembre 1815 rendit la Savoie au roi de Sardaigne.
Saint-Félix fit alors partie de la province de l'Albanais, qui comprenait les mandements de Rumilly, Seyssel, la Biolle et Ruffieux. Cette province fut supprimée en 1818 et réunie à celle du Genevois, dont Annecy était le chef-lieu.
Le roi Victor-Emmanuel 1er (1802- 1821) abrogea la législation française et effaça toute l’œuvre de la Révolution. Il rétablit le régime absolu et gouverna avec le despotisme le plus rigoureux. Les Royales Constitutions de 1770 et toutes les vieilles lois sardes furent remises en vigueur. Ce fut le Buon Governo, gouvernement de réaction à outrance.
Le clergé était tout puissant et ne laissait répandre aucun imprimé sans sa permission. Les curés signalaient aux commandants de placer les habitants qui n'assistaient pas aux offices religieux ou qui ne faisaient pas leurs pâques.
Il était défendu de travailler les dimanches et fêtes, et l'on fermait les auberges ou cafés qui avaient servi des consommations pendant les offices religieux ou qui avaient laissé mal parler du gouvernement. Ce fut une époque de fanatisme  et d'extrême intolérance.
Le 16 avril 1822, le Commandant militaire d'Annecy prévenait le syndic que des plaintes lui étaient parvenues "que des particuliers de la commune de Saint-Félix donnaient leurs chevaux pour faire la remontée sur la route qui va à Alby pendant les offices divins, les jours de fêtes et dimanches". Cette  pratique étant une contravention aux règlements portés par E. le Gouverneur, le syndic était obligé à faire connaitre au public qu'il était défendu de faire ces remontées pendant les offices s'il s'agissait de courriers  étrangers  et toute la journée des dimanches et fêtes pour les autres.
Le 6 avril 1818, le cabaretier Bouvier fut appelé devant le Conseil, et le Syndic lui rappela " qu'il avait déjà eu plusieurs  sujets de se plaindre de la conduite irrégulière de l'épouse de Bouvier soit en donnant à boire et à manger pendant les saints offices, soit en tolérant qu'il se tienne chez elle des propos contre la religion et contre le Gouvernement."
Le sieur Bouvier, " après avoir prié le Conseil de fermer les yeux sur le passé, eu égard à ce que les propos de sa femme étaient le résultat de quelque mouvement de dépit lorsque sa maison était occupée par les militaires lors des passages, a promis qu'il veillerait à ce que ces faits ne se renouvellent pas".
Un fait encore qui montre l'état d'esprit de cette époque : dans une délibération du Conseil communal du 26 avril 1826, relative au choix d'un garde-champêtre, le Syndic s'oppose à la nomination de Genet Claude, parce que ce dernier " ne s'acquitte pas de ses devoirs religieux ." Le garde champêtre recevait alors un gage annuel de 100 livres, plus 0 175 par procès-verbal. Il avait d'abord été payé 72 livres par an. En 1846, le traitement de 100 livres fut supprimé et le garde reçut pour salaire" 1 livre pour chaque rapport et contravention lorsque le verbal ne se rédigera pas et 11 75 lorsque le verbal aura lieu ; ces droits lui seront payés par les propriétaires"
À la suite d'une insurrection d'ailleurs réprimée par l'Autriche, Victor-Emmanuel 1er abdiqua en 1821 et fut remplacé par son frère Charles-Félix, qui continua le Gouvernement de réaction et mourut sans enfant en 1831. Le 9 août 1824, Charles-Félix passa une première fois à Saint-Félix, se rendant à Annecy pour assister aux cérémonies qui eurent lieu lors de la translation de l'église  du premier monastère de la Visitation, des reliques de saint François de Sales et de sainte  Jeanne-Françoise Frémiot de Chantal. Ces fêtes eurent lieu les 21, 22 et 23 août 1826.
Charles-Félix fut remplacé par le prince Carignan, qui prit le nom de Charles-Albert (1831-1849). Charles-Albert conserva au début de son règne le pouvoir absolu ; mais il ne tarda pas à faire d'importantes réformes. De 1837 à 1842, il promulgua le Code civil, le Code pénal et le Code de commerce qui remplacèrent les anciennes lois sardes. Puis, le 4 mars 1848, il donna le statut qui établissait le régime constitutionnel avec deux chambres : un Sénat nommé par le roi et une Chambre des députés nommée par les électeurs censitaires payant au moins deux cents francs de contributions. Le Conseil communal fut élu aussi par les habitants. Le prix du sel, qui était de 50 centimes le kilo, fut réduit à 30 centimes. La liberté de la presse était proclamée, et les jésuites, qui étaient maîtres du pays depuis 1814 furent expulsés.
Le statut fut accueilli dans toutes les communes par des réjouissances publiques.
En 1839, le roi Charles-Albert traversa Saint-Félix sans s'y arrêter, en allant inaugurer le pont de la Caille (11 juillet 1839).
Sous la Restauration, le recrutement de l'armée se faisait par la levée (conscription), avec le tirage au sort et le remplacement. Les mauvais numéros du tirage devaient un service de douze ans ; après 1831, ils ne servaient plus que huit ans.
Les jeunes gens de la Savoie accomplissaient leur service militaire dans la Brigade de Savoie qu'ils rejoignaient en Piémont après avoir traversé à pied et par bandes le col du Mont-Cenis.
À la suite du soulèvement des patriotes italiens contre la domination autrichienne, Charles-Albert attaqua l'Autriche en Lombardie et obtint d'abord des succès; mais il fut battu à Custozza (25 juillet 1848) et il demanda à Radetzki une suspension d'armes. La guerre reprit en mars 1849 et l'armée sarde fut de nouveau défaite à Novare (23 mars). Charles-Albert abdiqua et fut remplacé par son fils  Victor-Emmanuel II (1849- 1878).
La brigade de Savoie se distingua dans ces deux campagnes. Plusieurs jeunes gens de Saint-Félix, dont deux sont encore vivants en 1907 (Emonet Jacques et Thomé Joseph) y prirent part et assistèrent à la bataille de Novare.
Victor-Emmanuel II développa le commerce, l'industrie, l'agriculture et l'instruction dans ses États ; de nombreuses écoles primaires furent créées. En 1855, par la loi Rattazzi, un grand nombre de congrégations religieuses furent supprimées et leurs biens vendus.
Le gouvernement sarde s'allia aux Français et aux Anglais contre la Russie dans la guerre de Crimée, où mourut Jean Chatel, du hameau de Chamossat (1854).
Secondé par un habile ministre, le Comte de Cavour, Victor-Emmanuel se prépara à faire l'unité italienne depuis longtemps demandée par les patriotes italiens. L'Empereur des Français, Napoléon III, promit son concours et le roi de Sardaigne lui abandonnerait, en retour, la Savoie et Nice.
La guerre eut lieu en 1859, et l'armée franco-sarde remporta sur les Autrichiens les victoires de Palestro, Montebelleo, Magenta, Solférino. Par le traité de Villafranca (12 juillet 1859), l'Autriche cédait la Lombardie au Piémont. Deux soldats de Saint-Félix, Claude Bouvier et Charles Paget, furent blessés à la bataille de Solferino."

### Période contemporaine

#### L'Annexion
« Comme il avait été convenu entre le ministre Cavour et Napoléon III, la Savoie et Nice furent cédés à la France par le traité du 24 mars 1860.
Les populations, consultées, demandèrent, par un vote enthousiaste, leur réunion à la France.
Le vote eut lieu les 22 et 23 Avril 1860.
Les électeurs étaient invités à répondre à la question: La Savoie veut- elle être réunie à la France?
Sur 135 449 électeurs, il y eut 130 533 oui et 235 non.
Les trois provinces, Genevois, Chablais et Faucigny, qui devaient former le Département de la Haute- Savoie, donnèrent, pour leur part, 61 430 oui, contre 160 non et 3 847 abstentions.
A Saint-Félix, le bureau de vote était formé par Cessens François, Syndic, président ; Jouty Joseph, Bourgeois Jean, assesseurs; Bouvier  Pierre, Paget Gérard, assesseurs suppléants, et Rosset Joseph-François, notaire, secrétaire.
La liste électorale comprenait 225 électeurs. Le premier tour du scrutin donna 214 oui et aucun non; le deuxième tour donna 8 oui et aucun non. Soit 222 oui, contre 3 abstentions d' électeurs " retenus pour maladie grave et absence des Etats" dit le procès verbal.
Un sénatus-consulte du 12 Juin 1860 proclama la réunion de la Savoie à la France et décida que les lois françaises y entreraient en vigueur le 1er Janvier 1861. Le 14 juin, les sénateurs Laity et Pietri, commissaires prirent possession des nouveaux départements en présence des commissaires de Victor-Emmanuel.
L'annexion, accueillie avec enthousiasme par les populations, fut proclamée officiellement le 14 juin 1860, par une cérémonie publique.
La Savoie forma deux départements, la Savoie et la Haute-Savoie. La commune de Saint-Félix incorporée au canton d'Albens, fit d'abord partie de l'arrondissement de Chambéry, dans le Département de la Savoie; mais, elle en fut détachée par le décret impérial du 22 décembre 1860 qui créait dans la Haute-Savoie le canton d'Alby auquel elle fut réunie.
Pendant la guerre de 1870 avec l'Allemagne, la commune de Saint-Félix paya un large tribut d'hommes à la défense. 64 célibataires ou veufs sans enfants furent appelés sous les drapeaux, et 42 mariés ou veufs avec enfants furent mobilisés pour la garde des places de l'intérieur. Notre commune eut à déplorer trois de ses enfants. »[réf. incomplète]

#### L'œuvre de la Troisième République
« Au moment de l'annexion, la Savoie ne possédait aucun chemin de fer et était dépourvue de voies de communication.
Saint-Félix n'avait aucun chemin en bon état d'entretien.
En 1862, la ligne de chemin de fer de Aix à Annecy fut construite et notre commune, Saint- Félix , depuis est desservie par les gares d'Albens et de Bloye, toutes deux à trois kilomètres.
À partir de 1880, la Caisse des Chemins vicinaux mit à la disposition des communes pour des emprunts avantageux; Saint- Félix fit améliorer ou construire 14 chemins vicinaux reliant entre eux tous les hameaux de la commune. Le 19 février 1883, le Conseil municipal avait contracté à la Caisse des Chemins un emprunt remboursable au moyen d'une annuité de 152 francs à payer jusqu'à la fin 1916.
Au temps de la monarchie sarde, le service de la poste n'existait qu'à l'état embryonnaire.
Le 15 décembre 1837, le Conseil de Saint-Félix charge le garde- Champêtre Gemet Claude, homme d'honneur et de probité, de se rendre régulièrement deux fois par semaine à Albens, chef-lieu du mandement, d'y retirer tous les plis et lettres qui s'y trouveraient à l'adresse des administrateurs et autres employés résidant dans la commune. Mais il n'est pas question du service de la correspondance des particuliers.
Ce n'est qu'après l'annexion qu'un service quotidien est organisé. Saint-Félix fut desservi par un facteur partant chaque jour du bureau de poste d' Alby, chef-lieu du Canton.
Le 25 août 1900, un bureau télégraphique a été ouvert, et il faut espérer qu'avant peu, le Conseil municipal se décidera à demander l'installation du téléphone qui existe déjà chez deux négociants de la localité MM. Picon et Mermet, rattachés au bureau d' Albens.
Cadastre : L'ancien cadastre de Saint-Félix avait été exécuter en 1732 et avait vieilli. Il  fut refait et le travail de levée des plans fut terminé sur le terrain le 13 Octobre 1887.
Assistance: la commune de Saint-Félix a largement bénéficié de la loi de l'assistance médicale gratuite du 15 juillet 1893 : une cinquantaine de personnes reçoivent chaque année gratuitement le soins du médecin et du pharmacien ou sont soignés à l'hôpital s'il est nécessaire.
La loi du 14 juillet 1905 sur l'assistance aux vieillards a permis d'allouer des pensions mensuelles 10 vieillards ou invalides de la commune.
Chaque année, la Compagnie des sapeurs- Pompiers reçoit sur les fonds du Ministère de L' Intérieur, une allocation  ( de 180 à 200 francs) pour être distribué en secours aux pompiers ou servir à l'entretien du matériel contre l'incendie. »[réf. incomplète]

#### Instruction Publique
« C'est surtout vers l'instruction du peuple que la République a dirigé ses efforts. La loi du 28 Mars 1882 établissait  la gratuité de l'Enseignement primaire, et l’État est venu en aide aux communes pour la construction de leurs écoles. C'est ainsi que Saint- Félix a obtenu en 1883 une subvention de 75 000 francs pour construire son magnifique groupe scolaire.
De plus, l’État fait chaque année une allocation à la caisse des écoles pour l'achat des fournitures classiques, et la commune a reçu plusieurs concessions de globes, cartes, géographies, tableaux du système métrique et d'histoire naturelle et quatre concessions de livres pour la bibliothèque scolaire.
Grâce à l'intérêt que la République a porté à l'instruction populaire, grâce aussi aux sacrifices consentis par le Conseil Municipal, les enfants ont généralement une bonne fréquentation scolaire, et la commune tient, au point de vue de l'instruction, un bon rang parmi les autres localités du Département.
Depuis que le certificat d' études primaires a été institué, 132 garçons et 125 filles ont obtenu ce Diplôme, et une bonne partie de ces jeunes ont complété leurs études par une ou plusieurs années d' école primaire supérieure. »[réf. incomplète]
En juin 2001, la société fromagère Picon, propriété du groupe Bel, qui employait 500 personnes[réf. nécessaire] ferme définitivement ses portes privant les caisses de la commune de 400 000 euros de taxe professionnelle.

## Politique et administration

### Situation administrative
Saint-Félix appartient au canton de Rumilly, qui compte selon le redécoupage cantonal de 2014 29 communes. Avant ce redécoupage, la commune appartenait au canton d'Alby-sur-Chéran, dont Alby-sur-Chéran était le chef-lieu.
La commune appartient depuis le 1er janvier 2017 au Grand Annecy qui remplace la communauté de communes du Pays d'Alby-sur-Chéran, créée en 1993 et qui fait suite à différents syndicats communaux (syndicat intercommunal pour le développement économique du canton d'Alby, syndicat intercommunal pour l'équipement scolaire du canton d'Alby, syndicat intercommunal pour le ramassage des élèves du canton d'Alby). On retrouve ainsi les onze communes de l'ancien canton d'Ably-sur-Chéran.
Saint-Félix relève de l'arrondissement d'Annecy et de la deuxième circonscription de la Haute-Savoie.

### Liste des maires
| Période                                  | Période                   | Identité      | Étiquette | Qualité                                                                        |
| ---------------------------------------- | ------------------------- | ------------- | --------- | ------------------------------------------------------------------------------ |
| 1982                                     | mars 2008                 | Georges Rigot | UMP       | Maire honoraire                                                                |
| mars 2008                                | En cours (au 7 juin 2020) | Alain Bauquis | DVD       | Agriculteur Chevalier du Mérite agricole (2013) Réélu pour le mandat 2020-2026 |
| Les données manquantes sont à compléter. |                           |               |           |                                                                                |

## Population et société
Ses habitants sont appelés les Saint-Féliciens.

### Démographie
L'évolution du nombre d'habitants est connue à travers les recensements de la population effectués dans la commune depuis 1793. Pour les communes de moins de 10 000 habitants, une enquête de recensement portant sur toute la population est réalisée tous les cinq ans, les populations de référence des années intermédiaires étant quant à elles estimées par interpolation ou extrapolation. Pour la commune, le premier recensement exhaustif entrant dans le cadre du nouveau dispositif a été réalisé en 2006.

En 2022, la commune comptait 2 438 habitants, en évolution de +1,58 % par rapport à 2016 (Haute-Savoie : +6,01 %, France hors Mayotte : +2,11 %).
| 1793 | 1800 | 1806 | 1822 | 1838 | 1848 | 1858 | 1861 | 1866 |
| ---- | ---- | ---- | ---- | ---- | ---- | ---- | ---- | ---- |
| 481  | 486  | 537  | 608  | 846  | 865  | 848  | 844  | 901  |

| 1872 | 1876 | 1881 | 1886 | 1891 | 1896 | 1901 | 1906 | 1911 |
| ---- | ---- | ---- | ---- | ---- | ---- | ---- | ---- | ---- |
| 893  | 940  | 907  | 918  | 908  | 901  | 809  | 862  | 849  |

| 1921 | 1926 | 1931 | 1936 | 1946 | 1954 | 1962 | 1968  | 1975  |
| ---- | ---- | ---- | ---- | ---- | ---- | ---- | ----- | ----- |
| 812  | 798  | 770  | 793  | 796  | 860  | 950  | 1 080 | 1 190 |

| 1982  | 1990  | 1999  | 2006  | 2011  | 2016  | 2021  | 2022  | - |
| ----- | ----- | ----- | ----- | ----- | ----- | ----- | ----- | - |
| 1 224 | 1 356 | 1 617 | 2 017 | 2 224 | 2 400 | 2 431 | 2 438 | - |

### Équipements
- La commune accueille 56 logements sociaux.

### Évènements
- Chaque dernier dimanche d'août est organisée une grande brocante, gérée par l'association « Saint-Félix notre village », qui draine entre 15 000 et 20 000 visiteurs.[réf. nécessaire]

## Économie
Exploitation des forêts, culture et élevage ont depuis toujours occupé les habitants du territoire. Aujourd'hui, une partie des habitants travaillent sur Annecy et Aix-les-Bains et dans les zones artisanales et commerciales proches.
À la fin du XIXe siècle existaient deux fruitières communales, Mermet et Picon, alimentées en lait par les nombreux agriculteurs des alentours. Progressivement, elles se spécialisent dans l'affinage des fromages. Les fromageries Picon commercialiseront le premier fromage fondu sous les marques « Mère Picon » et « Picon portion », fromage fondu pré-emballé. Elle produit aussi du fromage râpé, des soufflés et de la fondue savoyarde. Sa production est vendue en France et dans les pays du Proche-Orient, en particulier au Liban. L'usine emploiera jusqu'à 500 personnes. En 1968, l'usine est rachetée par le groupe Bel. Elle sera définitivement fermée le 30 juin 2001. La fruitière de Mermet renommée Finas a fermé en 1987.
La ZAC d'Orsan construite sur l'ancien site Picon a une surface de 7 hectares. 8 bâtiments ont été démolis, 3 restructurés, la viabilisation entièrement repensée. Une dizaine d'entreprises se sont installées dont une pépinière de 10 petites entreprises, pas de commerce, mais de petites industries, de l'artisanat, du tertiaire (des bureaux).
Au centre du village existent un supermarché, plusieurs petits commerces (pharmacie, 2 cafés, boulanger, pizzeria, boucher, fast-food, antiquaire, crémerie) et de services (salon de coiffure, agence bancaire). Une maison de santé et de services (opticien) s'est aussi installée dans les locaux de l'ancienne mairie.

### Fromagerie Picon
En 1885, Louis Picon crée une fromagerie à Saint-Félix.
La fromagerie se développe, et en 1927, il dépose le nom de « crème de gruyère de la mère Picon », avant de créer, en 1930, « Valley brand », un fromage en portion qui sera surtout connu dans les années 1960 au Liban,. En 1932, l'industrie fromagère est le premier employeur de Saint-Félix, à tel point que le conseil municipal décide « que Saint-Félix deviendrait Saint-Félix-les-Gruyères », la fromagerie Picon s'étant spécialisée dans la crème de Gruyère.
En 1968, la fromagerie Picon, premier employeur de la région, est achetée par le groupe Bel, qui spécialise l'usine dans la fabrication de fromage fondu comme les marques Vache qui rit, Pik et Croq, Six de Savoie etc.
En 2000, le groupe Bel ferme l'usine de la fromagerie Picon, victime des accords du Gatt, dans laquelle 345 personnes travaillaient à la production d'environ 18 000 tonnes de fromages fondus par an,.

### Fromagerie Mermet
Une autre fromagerie existait à Saint-Félix; la « fromagerie Mermet » qui deviendra « fromagerie Finas » qui disparaitra en 1987.

## Culture et patrimoine

### Lieux et monuments
- La Maison forte de la Sauffaz, XVe siècle.
- La Maison forte de Blanly
- L'église dédié à saint Félix de style néoclassique à trois nefs, elle fut construite entre 1851 et 1854, restaurée en 1954 et son toit refait tout récemment. Saint Félix, le patron de la commune, est représenté en toge, à droite du chœur. Un monument dédié à monseigneur Dupanloup, est érigé avec épitaphe et urne renfermant son cœur.
- Les Etangs de Crosagny, où les oiseaux trouvent un lieu de repos et de reproduction, géré par l'AEMC et le syndicat intercommunal de gestion des étangs de l'Albanais (SIGEA ex SIREC)[45]. Au XIVe siècle y existait une importante activité de pisciculture. Un moulin y fonctionna jusqu'en 1960 et l'étang fournissait depuis toujours la matière première (blache et carex) pour les chaises, mais l'activité disparue. L'étang, non fauché, se comblait et la forêt s'y étendait. En 1992, fut créée l'« Association des Étangs et du Moulin de Crosagny » (AEMC) qui entreprit la réhabilitation de l'étang, grâce à ses bénévoles qui faucardent en barque et construisent un observatoire, élaborant un plan d'interprétation de la faune et de la flore, attirant de plus en plus de visiteurs. Depuis juillet 2004, l'étang de Crosagny est devenu un espace touristique participant au programme européen intitulé Life Nature et Territoires, en région Rhône-Alpes, qui subventionne les travaux d'entretien.

### Personnalités liées à la commune
- Félix Dupanloup (1802-1878), né à Saint-Félix, évêque d'Orléans en 1849, il a déployé une intense activité de prédication et a beaucoup écrit sur l'éducation : « Une nature supérieure de prêtre militant, alliant l'intégrité au talent, l'ardeur de la foi à l'éclat de l'esprit, la générosité du cœur à l'éclat de l'imagination ».
- Lucie Colliard (1877-1961), née à Saint-Félix, pionnière du féminisme. Elle enseigne comme institutrice en Haute-Savoie. Hostile à l'Union sacrée, elle devient pacifiste. Elle défend la cause des femmes, organise en Normandie des garderies pour les enfants de grévistes, défend la grève des sardinières de Douarnenez et devient une responsable de la branche féminine du PCF et de la CGTU (cf Dictionnaire biographique du mouvement ouvrier français).

### Héraldique
| Blason de Saint-Félix | Blason  | D'or au lion de sable armé et lampassé de gueules. Devise / CriFelix nuntius |
| Blason de Saint-Félix | Détails | Le blason de Saint-Félix reprend les armes de la famille de famille de Charansonay (Charansonnet), seigneurs de Saint- Félix. Il remonte au XVe siècle La devise est construite avec les mots latins felix, « le bonheur », et nuntius, « annonciateur », soit « l'Envoyé Heureux ». Le statut officiel du blason reste à déterminer. |